# ريو هاي-يونغ
ريو هاي-يونغ (بالكورية: 류혜영) هي ممثلة كورية جنوبية، ولدت في 28 مارس 1991 في سول في كوريا الجنوبية.

## الأعمال

### أفلام
| السنة | العنوان   | الدور       |
| ----- | --------- | ----------- |
| 2013  | قصص رعب 2 |             |
| 2017  | العمدة    | إيم مين سون |

### مسلسلات
| السنة | العنوان            | الدور                              | قناة البث    |
| ----- | ------------------ | ---------------------------------- | ------------ |
| 2015  | من القلب إلى القلب | لي أون هو / لي جين هو              | تي في إن     |
| 2015  | أجبني 1988         | سونغ بو را                         | تي في إن     |
| 2021  | كلية القانون       | كانغ سول A / كانغ دان / إيريكا شين | جاي تي بي سي |
| 2025  | القانون والمدينة   | باي مون جونغ                       | تي في إن     |
| 2025  | الرجل اللطيف       | بارك سيوك هي                       | جاي تي بي سي |

## وصلات خارجية
- ريو هاي-يونغ على موقع IMDb (الإنجليزية)
- ريو هاي-يونغ على موقع ميوزك برينز (الإنجليزية)
- ريو هاي-يونغ على موقع قاعدة بيانات الفيلم (الإنجليزية)